# Un livre dont vous êtes le héros
Un livre dont vous êtes le héros, parfois abrégé en ldveh, est le nom d'une collection de livres-jeux créée en 1984 éditée à l'origine au sein de la collection Folio Junior chez Gallimard jusqu’en 2005, puis comme une collection en propre chez Gallimard jeunesse.

## Principe

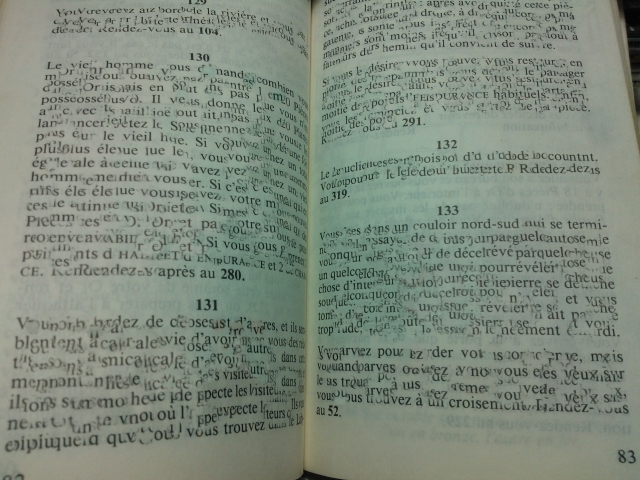
Illustration du principe des différents paragraphes.

Le lecteur est le personnage principal de son récit. Après avoir rempli une « feuille d’aventure », le lecteur doit se rendre au premier paragraphe puis effectuer des choix et se rendre vers d'autres paragraphes. Le premier livre de la collection, Le Sorcier de la montagne de feu, a un scénario qui est simple : un héros doit traverser le labyrinthe de grottes d'une montagne pour affronter un terrible sorcier, et acquérir son trésor.

## Composition de la collection
La collection se compose de plusieurs séries dont les plus connues sont :
- Astre d'or
- Chroniques crétoises
- Défis de l'histoire
- Défis et Sortilèges
- Défis fantastiques
- Destins
- Double Jeu
- Dragon d'Or
- Épouvante !
- Histoire
- La Voie du tigre
- L'Épée de Légende
- Le Maître du destin
- Les Messagers du temps
- Les Portes interdites
- Loup Solitaire
- Loup* Ardent
- Métamorphoses
- Quête du Graal
- Sherlock Holmes
- Sorcellerie !
- Super Sherlock

### Chroniques crétoises
écrits par John Butterfield, David Honigman et Philip Parker
1. La Vengeance d'Althéos, 1985
2. Le Labyrinthe du Roi Minos, 1985
3. L'Odyssée d'Althéos, 1986

### Défis et Sortilèges
1. Caïthness l'Élémentaliste
2. Keldrilh le Ménestrel
3. Péreim le Chevalier
4. Kandjar le Magicien
5. Les Héritiers de Dorgan
6. Le Sanctuaire des Horlas
7. La Huitième Porte
8. L'Ultime Réincarnation

### Défis fantastiques
Défis fantastiques (Fighting Fantasy) est une collection de livres-jeux fondée en 1982 par Steve Jackson et Ian Livingstone, qui compte plus de soixante titres.
C'est une série principalement orientée médiéval-fantastique, dont la plupart des titres se déroulent sur un unique monde imaginaire appelé Titan, mais elle compte également quelques titres de science-fiction et d'autres genres (horreur, pastiche de super-héros, etc.). Au commencement série un peu fourre-tout, elle acquiert au fil des tomes — grâce au travail de l'éditeur Marc Gascoigne (en) — une continuité relative, la plupart des livres se déroulant sur le monde imaginaire de Titan.
Les soixante titres de la collection Défis fantastiques se sont écoulés à plus de 15 millions d'exemplaires dans le monde,. La série engendre plusieurs produits dérivés, dont un jeu de rôle (Fighting Fantasy, puis Advanced Fighting Fantasy), un magazine, Warlock, qui connaît treize numéros avant de s'arrêter, et plusieurs séries dérivées dont la plus célèbre est Sorcellerie !.

#### Historique de la publication
De 1982 à 1995, 59 livres sont parus au Royaume-Uni chez Puffin Books (en). Le succès important du premier tome, Le Sorcier de la Montagne de Feu, coécrit par Steve Jackson et Ian Livingstone, a été suivi par d'autres, notamment Le Labyrinthe de la Mort et a entraîné la création de divers produits dérivés, parmi lesquels un jeu de rôle et plusieurs séries de romans.
Au milieu des années 1980, Jackson et Livingstone avaient manifestement l'intention de sortir un livre-jeu par mois, afin de saturer le marché et d'imposer leur marque.
En France, Folio Junior (département de l'éditeur Gallimard) édite Le Sorcier de la montagne de feu dans la série « Folio Junior édition spéciale », puis crée la collection « Un livre dont vous êtes le héros » dans laquelle s'insère la série Défis fantastiques.
Au début des années 1990, les ventes de la série commencent à décliner. Le tome 50, Retour à la Montagne de Feu (1992), qui s'inscrit dans la continuité du premier tome, était censé servir d'épilogue à la série, mais il crée la surprise en se vendant très bien, ce qui amène la série à continuer pour encore neuf autres livres avant de s'arrêter en 1995.
Wizard Books (la division jeunesse de l'éditeur Icon Books) reprend la série en 2002, rééditant les titres les plus connus et cinq inédits : Eye of the Dragon (2005), Bloodbones (septembre 2006), Howl of the Werewolf (2007), Stormslayer et Night of the Necromancer. Le premier d'entre eux est traduit chez Folio Junior en 2007, les quatre autres chez Gallimard Jeunesse (qui a intégré les collections Folio Junior) en 2012 et 2013.
En 2012, Ian Livigstone signe un nouvel ouvrage inédit, Blood of the Zombies ; il est traduit et publié en français par Gallimard Jeunesse en 2014 sous le titre Le Sang des zombies.
En octobre 2014, Dave Morris et Jamie Thomson (en) rééditent The Keep of the Lich Lord (Le Repaire des morts vivants), mais dans la série Fabled Lands Quests : en effet ils avaient refusé de céder leur droit lors de la cession de la série Fighting Fantasy de Puffin Books à Icon Books.
Gallimard Jeunesse publie le dernier tome en français, Curse of the Mummy, en avril 2015.
En 2017, la licence pour la langue anglaise est acquise à l'éditeur américaine Scholastic. Ian Livingstone écrit un ouvrage inédit pour cet éditeur, Port of Peril (L'Anneau des serpents de feu). En 2018, un nouvel auteur, Charlie Higson, publie pour cette collection The Gates of Death. Le style des illustrations change radicalement avec Vlado Krizan pour les illustrations intérieures et Robert M. Ball pour les couvertures.
En 2018, Gallimard réédite la série Défis fantastiques accompagnée de l’inédit « L’Anneau des serpents de feu ».

##### Maquettes des couvertures
Les passionnés et collectionneurs attachent une grande importance à la couverture des livres.
Pour l'édition britannique par Puffin Books, on dénombre quatre « vagues » qui se distinguent par la mise en forme de la couverture, :
- Wraparound : l'illustration s'étend sur tout le plat de couverture ;
- Star ou Coloured number : le numéro du livre dans la collection est inscrit dans un « disque dentelé coloré » ressemblant à une étoile à 26 branches ;
- Green Banner, Zig-zag ou Adventure Gamebook banner : le haut de la couverture est occupé par un bandeau vert dentelé ;
- Dragon Cover : le nom des créateurs de la collection est inscrit dans un encadré illustré par un dragon.

En France, on dénombre cinq maquettes :
1. 1984-1995 : l'illustration principale, avec le titre au centre en haut, est dans un cadre blanc ; ce cadre est surmonté de deux bandeaux à fond coloré, le premier indiquant « Un livre dont vous êtes le héros » et le second le nom de l'auteur (les deux bandeaux en capitales).
 À partir de 1985, un logo — un écu (bouclier) avec une épée posée dessus — apparaît encadré de blanc en bas au centre de l'illustration. L'illustration est due à Jame's Prunier.
2. 1997-2004 : l'illustration est en pleine page ; le nom de la collection « Un livre dont vous êtes le héros » figure en lettre brillantes avec un léger relief (gaufrage) sur le tiers supérieur de la couverture ; le titre est en blanc au centre à gauche, suivi du nom de l'auteur.
À partir de 2004 : la mise en page est similaire, mais un logo, sous la forme d'une targe (bouclier rond) apparaît en bas à gauche. Certaines illustrations sont différentes.
3. 2007 : La collection passe à un format légèrement plus large. L'illustration est entourée d'un large cadre doré et orné en relief. Le nom de la collection « Un livre dont vous êtes le héros » est inscrit en blanc dans la partie haute du cadre. Le premier logo (écu et épée) est dans le bas du cadre, tandis que le deuxième logo (targe) est en bas à gauche de l'illustration.
4. 2012-2017 : la série est publiée dans deux collections par Gallimard jeunesse, l’une en grand format et l’autre en poche, au même format que l’édition de 2007. L'illustration est dorénavant en pleine page. Deux bandeaux avec un à-plat de couleur sont situés en haut et indiquent le nom de l'auteur et le titre du livre. Le nom de la collection « Un livre dont vous êtes le héros » est inscrit en haut au centre, en grandes lettres blanches. La couverture comporte deux logos : une version stylisée du premier logo (écu et épée) en bas au centre, et le logo anglais représentant une dague et le sigle « FF » en bas à gauche ;
5. 2018- : en grand format, une nouvelle maquette reprend les illustrations de la nouvelle édition britannique de « Fighting Fantasy » par Scholastic (commencée en 2017). Un cadre noir au contours irréguliers enserre les l’illustration de couverture aux couleurs très vives. Le nom de l’auteur figure en haut sur le cadre. Le nom de la collection et le titre sont tous les deux en relief. Pour la première fois, un vernis sélectif met en valeur certains éléments.

#### Particularités de la série
Contrairement à certaines autres séries parues plus tard (comme Sorcellerie ! ou Loup Solitaire), les aventures des Défis fantastiques sont pour la grande majorité indépendantes les unes des autres. Si elles se déroulent majoritairement dans le même monde, le joueur incarne presque à chaque fois un aventurier différent, et il ne progresse pas entre chaque aventure. Par contre, certains livres sont des suites d'autres livres, même si le héros est différent (par exemple, La Légende de Zagor est la suite de Retour à la Montagne de Feu, qui est la suite du Sorcier de la Montagne de Feu).
Il est donc possible de rejouer plusieurs fois l'aventure. Il semble même que cela soit un des mécanismes, notamment dans les premiers ouvrages : les différentes ramifications permettent, sauf exception, d'arriver à la solution, mais plus ou moins facilement. On réussit donc souvent l'aventure après plusieurs parties, par essai-erreur : quelle porte faut-il ouvrir pour avoir un objet important ou faire une rencontre bénéfique, quel embranchement mène-t-il vers un piège sans bénéfice, etc.

#### Univers
La plupart des aventures se déroulent sur le monde médiéval-fantastique de Titan, qui comporte trois continents : Allansia, L'Ancien Monde et Khul (leurs noms ont été diversement traduits selon les ouvrages). Le monde a été élaboré au fil de la série, chaque auteur ajoutant sa part à l'ensemble du cadre de jeu (background), compilé et harmonisé par Marc Gascoigne (en) dans les suppléments au jeu de rôle tiré de la série, principalement Titan (1986), Allansia (1994) et Blacksand! (1990).
Les livres originaux anglais comportaient fréquemment une advanced fighting fantasy carte représentant la région où se déroule l'aventure, mais celles-ci sont presque toujours absentes des versions françaises. Ces plans, compilés avec celles publiées dans des romans ou magazines inédits en français, ont permis aux amateurs de constituer un atlas et une mappemonde de Titan.

#### Les livres

##### Clash of the Princes
La série de livres-jeux Clash of the Princes est une série dérivée des Défis fantastiques ; elle est sous-titrée A Fighting Fantasy Two-Player Adventure. Elle ne contient que deux livres, Lothar le Sorcier (The Warlock's Way) et Clovis le Chevalier (The Warrior's Way), qui peuvent être joués soit indépendamment selon les règles des Défis fantastiques, soit à deux joueurs, chacun ayant un livre. Ces livres ont été intégrés par Gallimard dans la collection Double Jeu, avec les traductions de la série Double Game.
Les livres se déroulent dans le royaume de Gundobad. Aucune indication ne permet de situer ce royaume sur Titan, rien n'indique d'ailleurs qu'il soit sur cette planète.

##### Adventures of Goldhawk
Ian Livingtone a écrit une série quatre livres, Adventures of Goldhawk: First Fighting Fantasy Adventure, destinée à intéresser les jeunes lectrices et lecteurs pour les amener vers les Défis fantastiques :
1. Darkmoon's Curse (Puffin Books, 1995,  (ISBN 978-0-14037727-9)
2. The Demon Spider (Puffin Books, 1995,  (ISBN 978-0-14037728-6)
3. Mudworm Swamp (Puffin Books, 1995,  (ISBN 978-0-14037069-0)
4. Ghost Road  (Puffin Books, 1995,  (ISBN 978-0-14037070-6)

#### Dans les autres médias

##### Figurines et jeux de figurines
En 1985, Citadel Miniatures a sorti des figurines en plastique de 60 mm pour un jeu, Fighting Fantasy Battlegame, sous la licence Fighting Fantasy Heroes. Cela devait être initialement un jeu complet, vendu dans une boîte, avec une maquette de donjon modulable ; finalement, Citadel sort les figurines d'une part, et un ensemble comprenant des dés et les règles du jeu d'autre part, sous le nom Fighting Fantasy Battlegame Rules and Dice.
En 2014, Scriptarium fait sculpter une figurine représentant le mage Yaztromo (personnage apparaissant dans La Forêt de la malédiction, Le Temple de la terreur et La Crypte du sorcier), en édition limitée à 200 exemplaires, comme contre-partie pour les souscripteurs au financement participatif pour la traduction de l'ouvrage Titan.
La même année, Otherworld Miniatures sort une série de figurines officielles de 20 mm. L'entreprise Pure Evil Miniatures aurait aussi un projet de figurines.

##### Jeux de société
En avril 2015, l'éditeur Greywood Publishing annonce un projet de jeu de société de Jamie Wallis appelé Fighting Fantasy Quest. Un financement participatif était prévu sur Kickstarter pour 2016. Le jeu ne semble pas avoir été publié.
En 2024, l'éditeur Wallace Design devrait publier le jeu Fighting Fantasy Adventures, créé par Martin Wallace,.

##### Jeux informatiques
Au milieu des années 1980, un certain nombre de livres ont été adaptés pour le ZX Spectrum :
- The Warlock of Firetop Mountain ;
- The Citadel of Chaos ;
- The Forest of Doom ;
- Temple of Terror ;
- Seas of Blood ;
- Rebel Planet ;
- Sword of the Samurai.

Deathtrap Dungeon a fait l'objet d'une adaptation libre en 1998 sur PC et PlayStation par Eidos Interactive, l'auteur du livre (Ian Livingstone) étant d'ailleurs à l'époque le président du conseil d'administration d'Eidos Interactive.
L'entreprise canadienne Big Blue Bubble a adapté plusieurs livres pour Nintendo DS (Fighting Fantasy: The Warlock of Firetop Mountain, 2009), et pour la gamme Apple iPhone, iPod Touch et iPad :
- Fighting Fantasy: The Warlock of Firetop Mountain  ;
- Fighting Fantasy: Deathtrap Dungeon ;
- Fighting Fantasy: Citadel of Chaos ;
- Fighting Fantasy: Creature of Havoc ;
- Fighting Fantasy: City of Thieves.

Plusieurs mods ont été réalisés sur des Défis fantastiques : un sur Morrowind (Annastia) et un sur Skyrim (Fighting fantasy).

##### Autres jeux
- Livres d'énigmes :
  - Steve Jackson (ill. Stephen Lavis), Les Douze Secrets du sorcier [« The Tasks of Tantalon »], Gallimard, coll. « Une aventure dont vous êtes le héros », 1986, 2 p. (ISBN 978-2-07-056244-2) Voir aussi la collection Fantasy Questbook.
  - (en) Ian Livingstone (ill. Iain McCaig), Casket of Souls, Oxford University Press, coll. « PuzzleQuest Book », 1987

##### Films
En 2010, la maison de production anglaise Superteam Production annonce la mise en préproduction de House of Hell (Le Manoir de l'Enfer), pour une sortie prévue en 2013.
En 2011, Mark Holdom, Inc. (MHI) achète les droits de Deathtrap Dungeon (Le Labyrinthe de la Mort) pour une adaptation filmée, en partenariat avec Celsius Entertainment. L'adaptation serait « un croisement de Saw et de Gladiator », avec la volonté de développer une franchise. Le scénario serait de Martin Gooch (en) (Gothic Manor ltd),.
En 2013, ces deux projets semblent abandonnés.

### Destins
1. Le Pirate des Sept Mers
2. L'Étoile de la Destinée
3. Le Peuple Maudit
4. Le Collier Maléfique
5. Coeur de Glace / L'Hiver des Hommes
6. Mille et un Destins ((en) Twist of Fate)

### Double Jeu
La série Double Jeu est la traduction de deux séries britanniques différentes :
- Double Game, écrite par  Simon Farrell et Jon Sutherland, parus en 1987 chez Magnet
  1. The Glade of Dreams 1: Darian - Master Magician.
  2. The Glade of Dreams 2: Issel - Warrior King.
  3. The City of Shadows 1: Coreus the Prince.
  4. The City of Shadows 2: Bardik the Thief.
- Fighting Fantasy: Clash of the Princes, écrite par Andrew Chapman et Martin Allen, parus en 1985 et 1986 chez Puffin, et qui est liée aux Défis fantastiques :
  1. The Warlock's Way.
  2. The Warrior's Way.

Le point commun de ces deux séries est que les aventures peuvent se lire à deux joueurs ou joueuses, chacun ayant un livre. Ils vont donc par paire : [Darian ; Issel], [Coreus ; Bardik], [Warlock (Lothar) ; Warrior (Clovis)]. La série a été publiée en français en 1988.
Liste des livres
1. Issel le Guerrier
2. Darian le Magicien
3. Coréus le Prince
4. Bardik le Voleur
5. Lothar le Sorcier
6. Clovis le Chevalier

### Dragon d'Or
1. Le Tombeau du vampire [« Crypt of the Vampire »]  (trad. de l'anglais)
2. Le Dieu perdu [« Temple of Flame »]  (trad. de l'anglais)
3. Le Seigneur de l'ombre [« The Lord of Shadow Keep »]  (trad. de l'anglais)
4. La Malédiction du Pharaon [« Curse of the Pharaoh »]  (trad. de l'anglais)
5. Le Château des âmes damnées [« Castle of Lost Souls »]  (trad. de l'anglais)
6. L'Œil du Dragon [« The Eye of the Dragon »]  (trad. de l'anglais)

### Épouvante!
1. James Herbert Brennan (trad. de l'anglais), Le Château de Dracula [« Dracula's Castle »]
2. James Herbert Brennan (trad. de l'anglais), Frankenstein le maudit [« Curse of Frankenstein »], 1987 (ISBN 9782070334025)

### Histoire
1. L'Ombre de la Guillotine
2. À Feu et à Sang
3. La Dernière Invasion
4. Pour l'Indépendance
5. Les Vaisseaux de Feu

### La Voie du tigre
1. La Vengeance du Ninja [« Avenger! »]  (trad. de l'anglais)
2. Les Parchemins de Kettsuin [« Assassin! »]  (trad. de l'anglais)
3. L'Usurpateur d'Irsmun [« Usurper! »]  (trad. de l'anglais)
4. Le Grand Maître d'Irsmun [« Overlord! »]  (trad. de l'anglais)
5. Les Seigneurs de la Guerre [« Warbringer! »]  (trad. de l'anglais)
6. Les Démons du Manmarch [« Inferno! »]  (trad. de l'anglais)

### L'Épée de Légende
1. Dave Morris et Oliver Johnson (trad. de l'anglais), Les Treize mages [« The Battlepits of Krarth »], 1991, 247 p. (ISBN 9782070336203)
2. Dave Morris et Oliver Johnson (trad. de l'anglais), Le Maître des rêves [« The Kingdom of Wyrd »], 1991, 274 p. (ISBN 9782070336210)
3. Dave Morris et Oliver Johnson (trad. de l'anglais), Le Port des assassins [« The Demon's Claw »], 1991, 301 p. (ISBN 9782070336319)
4. Dave Morris et Oliver Johnson (trad. de l'anglais), L'Impossible mission [« Doomwalk »], 1991, 294 p. (ISBN 9782070566556)
5. Dave Morris, Oliver Johnson et Jamie Thomson (trad. de l'anglais), Les Murailles de Spyte [« The Walls of Spyte »], 1992 (ISBN 9782070567126)

### Le Maître du destin
1. La Forêt du Dragon
2. Le Maître du Feu

### Les Messagers du temps
1. James Campbell, Le Carillon de la mort, 1995 (ISBN 9782070334223)
2. Le Masque de sang
3. L'Homme au cheval de brume
4. Objectif : Apocalypse

### Les Portes interdites
1. L'Horreur dans la Vallée [« Where the Shadows Stalk »]  (trad. de l'anglais)
2. Terreur Hors du Temps [« Terrors out of time »]  (trad. de l'anglais)

### Loup* Ardent
écrits par James Herbert Brennan
1. La Horde des démons [« Fire*Wolf »]  (trad. de l'anglais), 1985 (ISBN 9782070333189)
2. Les Cryptes de la terreur [« The Crypts of Terror »]  (trad. de l'anglais), 1985 (ISBN 9782070333196)
3. L'Ultime Combat de la horde [« Demondoom »]  (trad. de l'anglais), 1986 (ISBN 9782070333318)
4. Les Maîtres du mal [« Ancient Evil »]  (trad. de l'anglais), 1986 (ISBN 9782070333349)

### Métamorphoses
1. Gildas Sagot, L'Homme aux cent visages, 1993 (ISBN 9782070569403)
2. Gildas Sagot, L'Oracle de Balkh, 1994 (ISBN 9782070569410)

### Quête du Graal
écrits par James Herbert Brennan
1. Le Château des Ténèbres [« Castle of Darkness »]  (trad. de l'anglais)
2. L'Antre des Dragons [« Den of Dragons »]  (trad. de l'anglais)
3. Les Portes de l'Au-delà [« The Gateway of Doom »]  (trad. de l'anglais)
4. Le Voyage de l'Effroi [« Voyage of Terror »]  (trad. de l'anglais)
5. Au Royaume de l'Epouvante [« Kingdom of Horror »]  (trad. de l'anglais)
6. Le Temps de la Malédiction [« Realm of Chaos »]  (trad. de l'anglais)
7. Le Tombeau des Maléfices [« Tomb of Nightmares »]  (trad. de l'anglais)
8. La Légion des Morts [« Legion of the Dead »]  (trad. de l'anglais)

### Sorcellerie!
Sorcellerie ! (Sorcery!, initialement Steve Jackson's Sorcery!) est une série de quatre livres-jeux écrite par Steve Jackson et illustrée par John Blanche, publiée entre 1983 et 1985. En France, la série a été éditée par Gallimard dans la collection « Un livre dont vous êtes le héros » de Folio junior.
Liste des livres
1. Les Collines maléfiques [« The Shamutanti Hills »]  (trad. de l'anglais)
2. La Cité des pièges [« Kharé - Cityport of Traps »]  (trad. de l'anglais)
3. Les Sept Serpents [« The Seven Serpents »]  (trad. de l'anglais)
4. La Couronne des rois [« The Crown of Kings »]  (trad. de l'anglais)

Située dans le même univers heroic fantasy que la collection Défis fantastiques, Sorcellerie ! est l'une des séries de livres-jeux les plus populaires parmi les amateurs du genre. Elle a pour particularité d'intégrer un système codé de sortilèges devant être appris par le lecteur, et utilisés au moment opportun lors du déroulement de l'histoire
.
Les quatre livres forment une histoire continue mais peuvent être lus séparément. Cependant, une lecture linéaire apporte au joueur une meilleure compréhension des sortilèges et la possibilité de conserver ses statistiques et son équipement d'un livre à l'autre, ce qui lui facilite considérablement la tâche et lui permet aussi d'obtenir des indices utiles, particulièrement lors des derniers volumes.
Les quatre livres sont parus en version originale chez Penguin Books. Ils ont ensuite été réédités par Wizard Books en 2003.

#### Histoire
Les quatre volumes de la série Sorcellerie ! fonctionnent comme une grande épopée. Celle-ci se déroule dans le même monde que la série Défis fantastiques, à savoir l'univers de Titan, sur le continent appelé « Ancien Monde », dans la région du Kalkhabad (« Kakhabad » en version originale).
Située aux confins du continent, cette région est le refuge de nombreuses créatures maléfiques chassées des autres contrées. Plusieurs peuples émergèrent sur l'Ancien Monde, et une guerre finit par éclater : la guerre des Quatre Royaumes.
Quelque temps après la fin de cette guerre, le roi de Femphrey découvre la Couronne des rois, un puissant objet magique qui confère à quiconque le porte de grands talents de souverain. Chalanna le réformateur, roi de Femphrey, décide que la Couronne des rois doit aller alternativement d'un royaume à l'autre pour y apporter la paix. La couronne va ainsi aux royaumes d'Ocrepierre (Ruddlestone), Vastelande (Lendleland), Gallantaria et d'Arthebrice (Brice).
Le royaume d'Analand reçut à son tour la couronne. Mais une nuit, des Hommes-oiseaux dérobent la couronne et l’amènent à leur maître, l'Archimage de Mampang, une forteresse située au fin fond du Kalkhabad. Le but de l'Archimage est d'utiliser la couronne pour réunir sous sa domination toutes les créatures du Kalkhabad, avant d'attaquer les pays voisins.
La tâche du héros (le lecteur) consiste alors à se rendre jusqu'à Mampang pour y récupérer la couronne.

#### Relation avec d'autres livres-jeu
Il existe des tomes la série Défis fantastiques qui se déroulent peu après la Guerre des Quatre Royaumes, par exemple L'Arpenteur de la Lune de Stephen Hand (1992). Il faut également noter que dans La Revanche du vampire (Keith Martin, 1995), on peut se rendre dans certains lieux de l'Ancien monde comme les collines de Shamutanti.

#### Accueil
Pour Pete Tamlyn, qui critique le livre dans le magazine Imagine en 1984, « Sorcellerie ! est en fait un retour aux sources du jeu de rôle. J'aimerais voir plus de ce genre »
Marcus L. Rowland dans White Dwarf numéro 50 lui donne une note de 7 sur 10, commentant « quiconque qui voudra passer quelques heures entre deux parties ne sera pas déçu par  Sorcellerie ! ». Dans sa critique de La Cité des pièges dans le numéro 54, il lui donne une note de 8 sur 10 si utilisé en continuation de la série, mais 6 sur 10  seulement si lu comme une aventure indépendante, disant avoir apprécié l'aventure, recommandant d'utiliser le système de magie et sans tricher.
Selon Daniel Nye Griffiths dans Forbes en 2013, « si ces livres-jeux avait leur Citizen Kane, ce serait Sorcellerie ! de Steve Jackson - une série d'aventure en quatre volumes, le dernier d'une longueur sans précédent, avec un surprenant rebondissement à la Usual Suspects et une narration cérébrale avec voyage dans le temps ».
Pour FibreTigre, auteur spécialiste de la fiction interactive « Les illustrations de John Blanche sont des illustrations rares, un peu dérangeantes même. Mais surtout c’est une merveille d’écriture. La collection est destinée aux adultes, ce qui est très rare. Elle m’a beaucoup appris sur la fiction interactive, sur les méthodes de travail, c’est vraiment ma référence ». Selon Laurent Centro, directeur des éditions Alkonost cette série est sa préférée avec « des sortilèges aux noms onomatopéiques en trois lettres à apprendre par cœur avant l’aventure. De l’exploration et des rencontres hautes en couleur. Des indices, des ingrédients pour les sorts et des objets étranges à collecter. Surtout, une ambiance unique : féerique, fantasy, onirique, mais aussi inquiétante, parfois sordide. Le tout sublimé par les dessins à l’encre, sales, tortueux et bourrés de détails du grand John Blanche ! ».
Selon Comic Book Resources en 2022, « Sorcellerie ! de Steve Jackson est le Elden Ring des aventures textuelles, avec plus de contenus à découvrir et explorer que beaucoup de jeux à mondes ouverts contemporains ». Son adaptation par Inkle Studios est devenu culte, et chaque livre est sa propre aventure en monde ouvert, avec une rejouabilité comparable à The Elder Scrolls V: Skyrim et Elden Ring.

#### Influence
Hidetaka Miyazaki, le créateur de Dark Souls est un grand fan de la série et dit avoir été très inspiré par Sorcellerie !. Steve Jackson pense que cela est dû au fait que Sorcellerie ! est une version plus adulte de Défis fantastiques qu'il avait réalisé pour son éditrice Geraldine Cooke. Miyazaki avoue avoir triché lorsqu’il était enfant.

#### Adaptations
En 2003, les trois premiers livres-jeux sont adaptés par Jamie Wallis en scénarios de jeu de rôle sur table pour le d20 system, et sont publiés chez Myriador.
En 2012, l'ensemble des quatre ouvrages est adapté par Graham Bottley pour Défis fantastiques, le jeu de rôle sous le titre Crown of the Kings, The Sorcery! Campaign.
Une adaptation sur smartphone pour iOS, Google Play et PC sur Steam a été réalisée par l'éditeur de fiction interactive Inkle en 2018. Elle est ensuite adaptée pour Nintendo Switch, Xbox et PlayStation en juin 2022.
La série de livres interactifs Sorcellerie ! en version numérique s'est vendue à plus d'un million d'exemplaires.

## Accueil
La collection est un succès avec plus de 15 millions d’exemplaires vendus dans 26 collections différentes et un total de 181 tomes.